# 포츠담과 베를린의 궁전과 공원

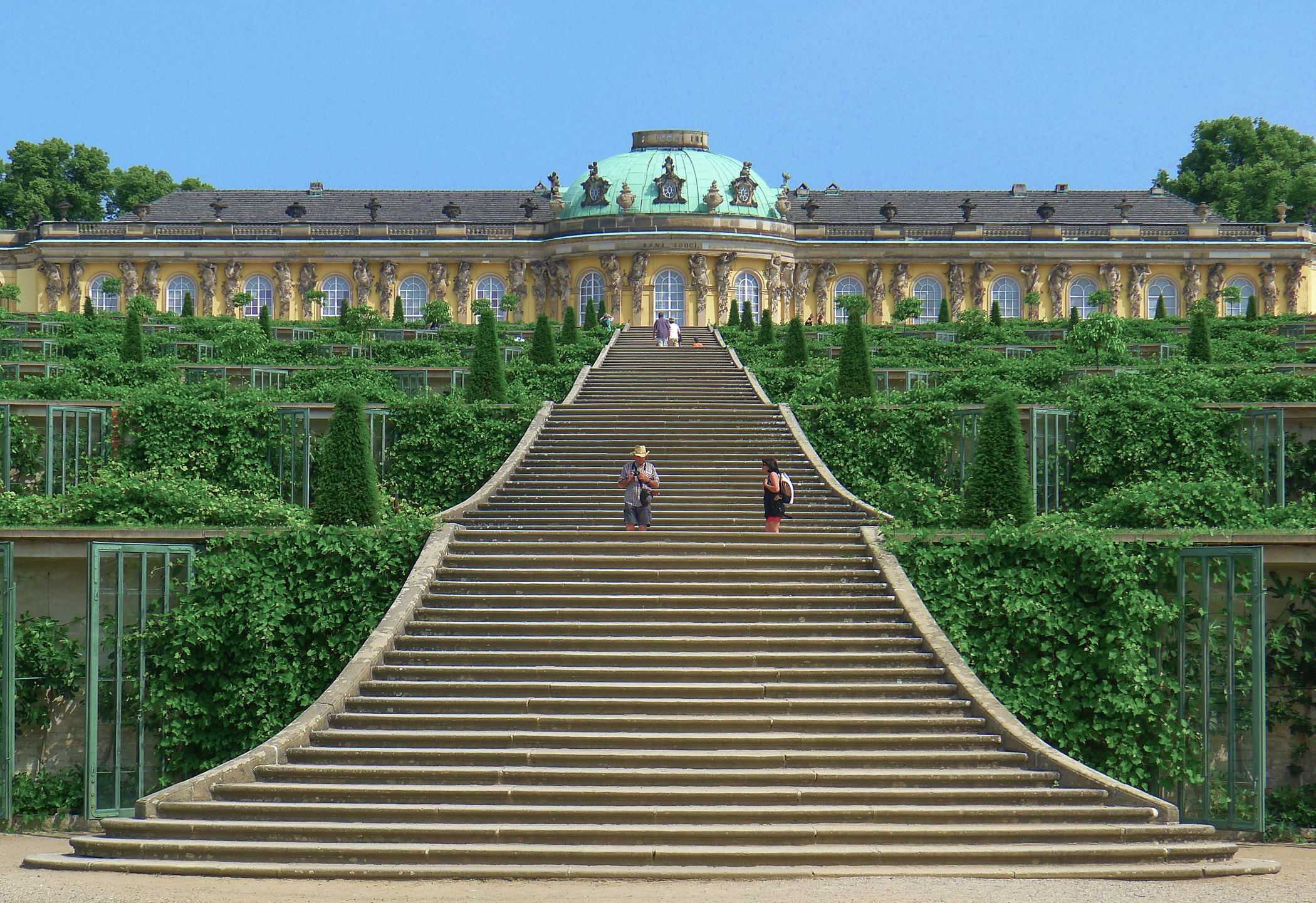

포츠담과 베를린의 궁전과 공원은 독일의 포츠담과 베를린의 여러 궁전 건물과 그 부속 공원 (정원)의 총칭으로, 1990년 유네스코 세계 유산 (문화유산)에 등록되었고, 1992년과 1999년에 리스팅이 확장되었다.